# Vanguardia rusa

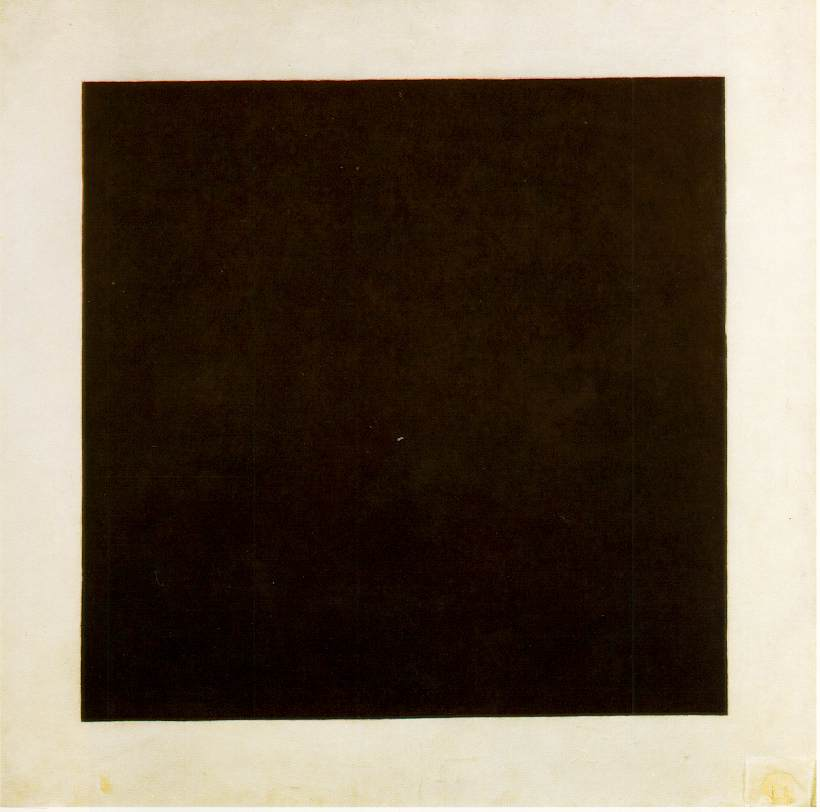
Kazimir Malévich, Cuadrado negro, 1915

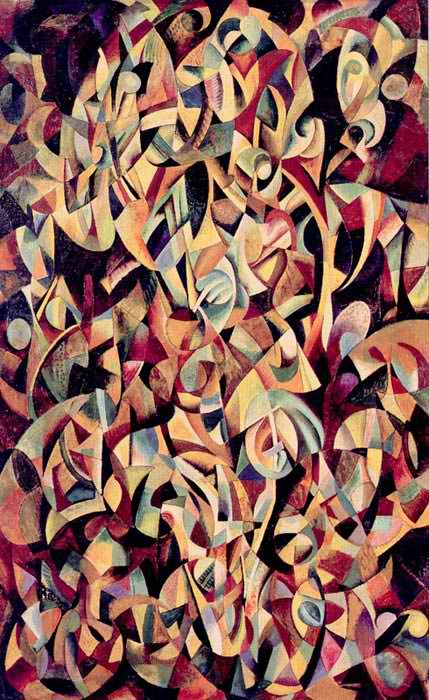
Aleksandr Ródchenko, Danza, 1915

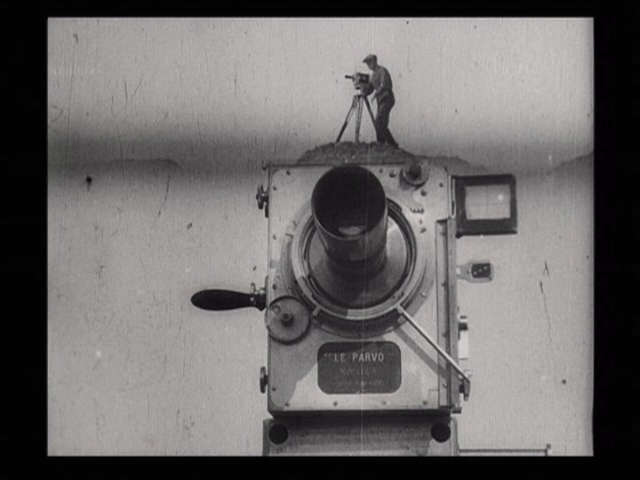
Fotograma de El hombre de la cámara de Dziga Vértov. 1929.

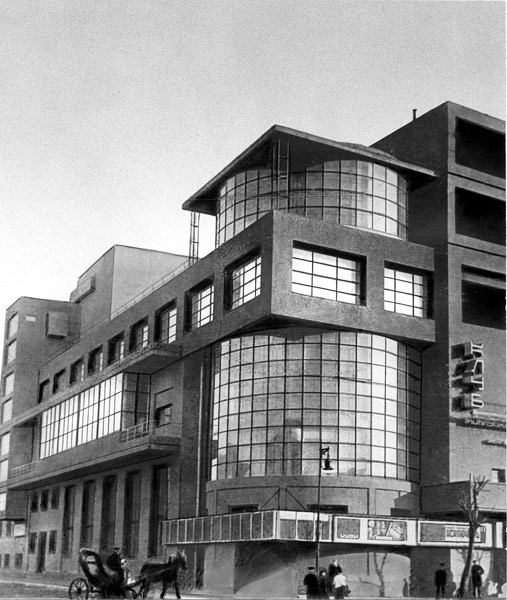
Ilyá Gólosov, Casa de cultura Zúev, 1926

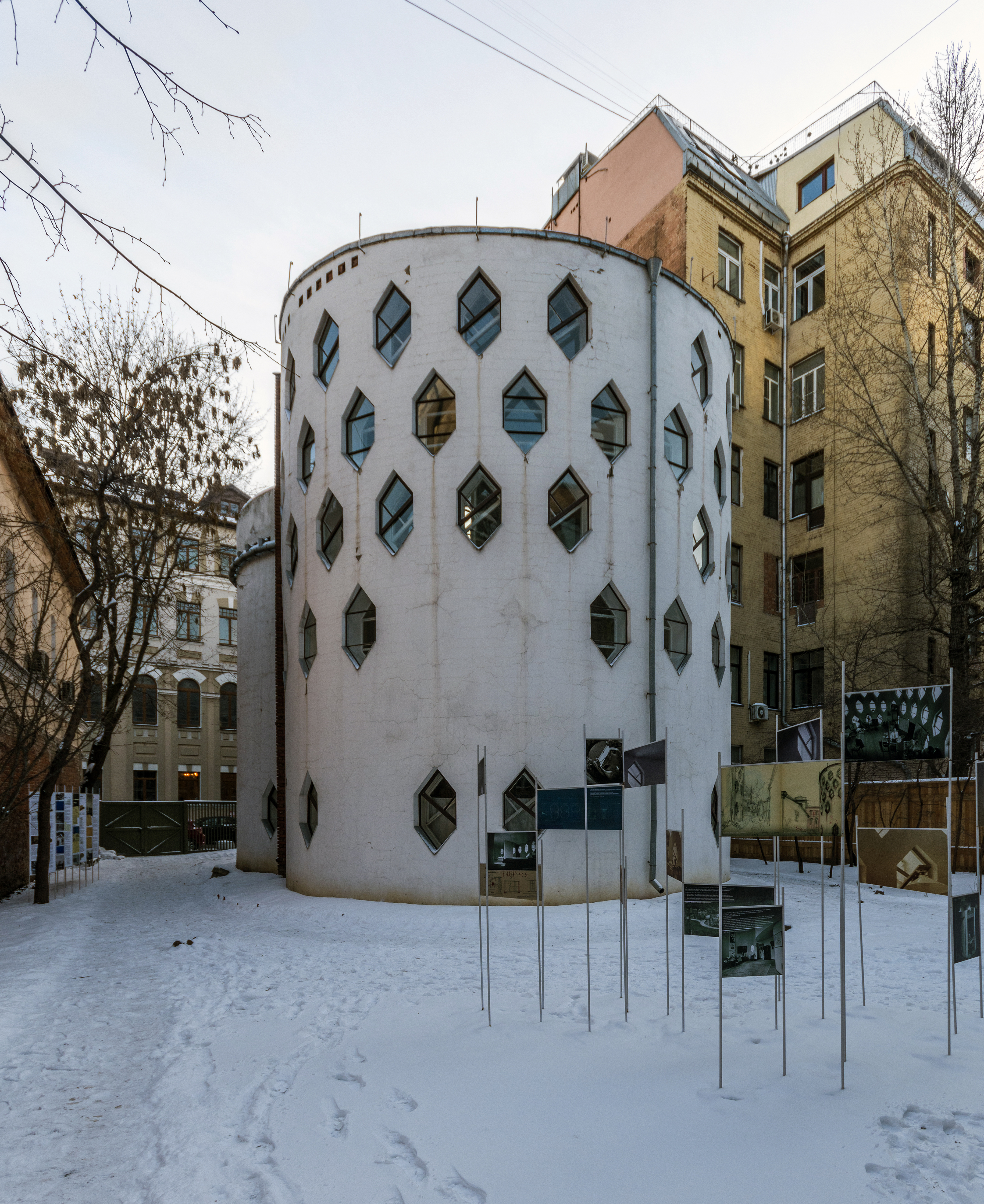
Konstantín Mélnikov, Casa Mélnikov, Moscú, 1929

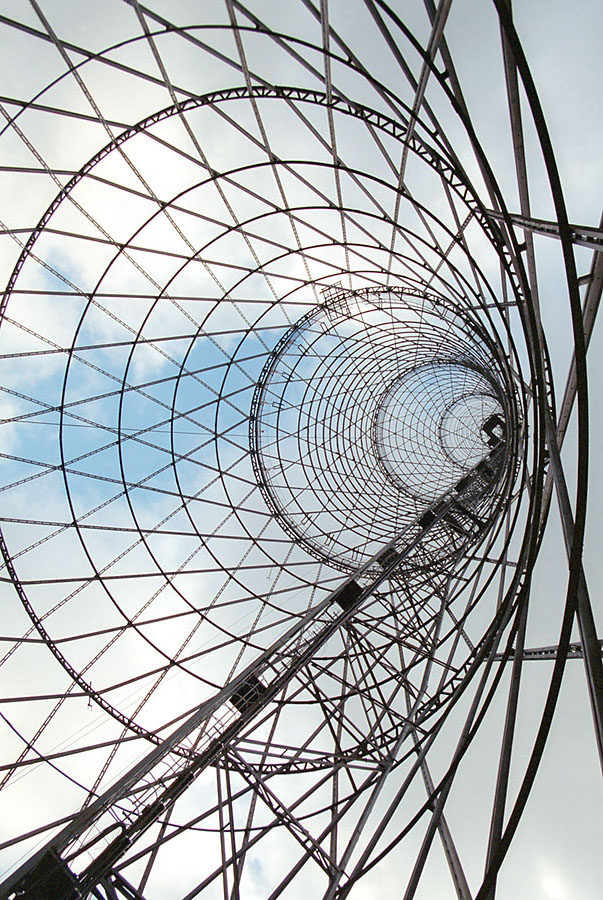
Torre de Shújov, 1922

Vanguardia rusa es un término usado para definir la enorme e influyente oleada de arte moderno que emergió en Rusia (o de manera más exacta, el Imperio ruso y la Unión Soviética) aproximadamente entre 1890 y 1930, aunque en algunos lugares comienza de manera más temprana, en 1850 , y acaba más tarde, en 1960. El término cubre muchos movimientos artísticos coetáneos, independientes pero intensamente relacionados como el Neo-primitivismo, el suprematismo, el constructivismo, el cubofuturismo y el futurismo ruso. Ya que muchos de estos artistas de vanguardia nacieron en lo que es hoy día Bielorrusia y Ucrania (como Kazimir Malévich, Aleksandra Ekster, Vladímir Tatlin, David Burliuk, Oleksandr Arjípenko), algunas fuentes también la llaman Vanguardia ucraniana.
La Vanguardia rusa alcanza su clímax creativo y de popularidad en el periodo comprendido entre la Revolución rusa de 1917 y 1932, momento en el que las ideas de esta vanguardia chocan con las que el nuevo estado patrocinaba, el realismo socialista. Figuras notables de esta era incluyen: el arte como una figura concreta y a la vez abstracta.

## Artistas, diseñadores y poetas
- Nathan Altman
- Oleksandr Arjípenko
- Vladímir Baránov-Rossiné
- Oleksandr Bogomázov
- David Burliuk
- Vladímir Burliuk
- Marc Chagall
- Iliá Cháshnik
- Sonia Delaunay
- Aleksandra Ekster
- Róbert Falk
- Pável Filónov
- Naum Gabo
- Nina Genke-Meller
- Natalia Goncharova
- Yelena Guró
- Mijaíl Grobman
- Velimir Jlébnikov
- Vasili Kandinski
- Iván Kliun
- Gustav Klutsis
- Alekséi Kruchónyj
- Mijaíl Lariónov
- Aristarj Lentúlov
- El Lissitzky
- Kazimir Malévich
- Paul Mansouroff
- Mijaíl Matiushin
- Vladímir Mayakovski
- Vadim Meller
- Konstantín Mélnikov
- Vsévolod Meyerhold
- Solomón Nikritin
- Liubov Popova
- Iván Puni
- Clemente Redko
- Aleksandr Ródchenko
- Olga Rózanova
- Gueorgui y Vladímir Stenberg
- Varvara Stepánova
- Léopold Survage
- Vladímir Tatlin
- Nadezhda Udaltsova
- Dziga Vértov
- Vasyl Yermýlov
- Iliá Zdanévich
- Aleksandr Zhdánov
- Francisco Infante-Arana

## Revistas
- LEF
- Mir iskusstva

## Cineastas
- Serguéi Eisenstein
- Aleksandr Dovzhenko
- Dziga Vértov
- Lev Kuleshov
- Vsévolod Pudovkin
- Grigori Aleksándrov

## Escritores
- Velimir Jlébnikov
- Vladímir Mayakovski
- Alekséi Kruchónyj
- Benedikt Lifshits
- Serguéi Tretyakov
- Alekséi Rémizov

## Directores de teatro
- Vsévolod Meyerhold
- Nikolái Evréinov
- Yevgueni Vajtángov
- Serguéi Eisenstein

## Arquitectos
- Yákov Chernijov
- Moiséi Guínzburg
- Iliá Gólosov
- Iván Leonídov
- Konstantín Mélnikov
- Vladímir Shújov
- Aleksandr Vesnín

## Compositores
- Samuil Feinberg
- Arthur Lourié
- Nikolái Médtner
- Aleksandr Mosólov
- Nikolái Borísovich Obújov
- Nikolái Róslavets
- Leonid Sabanéyev
- Aleksandr Skriabin

Los pintores rusos continuaron con los juegos abstractos de formas geométricas, llevándolos a su máximo radicalismo. Las vanguardias habían tenido gran aceptación en Rusia, debido, probablemente, a los cambios sociopolíticos que abrieron el país a las tendencias más radicales. Además, desde el gobierno comunista se alentaron y se patrocinaron los nuevos movimientos, sobre todo abstractos. El cubismo evolucionó allí hacia el orfismo, el rayonismo y , sobre todo, hacia el constructivismo y el suprematismo. Los pintores de este último movimiento pensaban que el verdadero universo no tenía límites y que, por eso, había que representarlo a través de formas planas y coloreadas, carentes de toda referencia al mundo real.